# Las Bistecs
 (juin 2018).
Las Bistecs est un groupe de musique électronique espagnol, originaire de Barcelone, en Catalogne.

## Biographie
Le groupe est formé en 2013 par Alba Rihe et Carla Moreno Parmenter. Les membres qualifient leur style musical d'electro-disgusting, un « mouvement artistique, performatico-musical, pour déranger et ne pas laisser indifférente une société saturée d'informations,,. » Leur premier album, Oferta, est publié le 1er septembre 2016, après plusieurs mois d'enregistrement, et après un processus de financement participatif réalisé avant l'été de cette même année sur Ulule. Quatre singles précèdent l'album : Historia del Arte (HDA), Universio, Caminante et Señoras bien.
En 2017, ils reçoivent le prix Sol Música du meilleur clip vidéo,, pour leur chanson Señoras bien, qui est décernée lors du Concours MIN de musique indépendante 2017 au Teatro Nuevo Apolo de Madrid,,,. Apres la tournée promotion de leur album "Malgusto Tour", elles ont annoncé le 5 octobre 2018 leur séparation par un communiqué publié sur Facebook,.

## Discographie
- 2016 : Oferta (Miseria Producciones)